# 山崎建典
山崎建典（やまさき　たけのり）は、日本の政治家。元福岡県副知事。

## 経歴
1973年に西南学院大学法学部を卒業した後、福岡県庁に入庁。総務部長などを歴任した。
2009年、福岡県副知事に就任。2017年副知事を退任。